# 紅巨星支尖
紅巨星支尖（Tip of the red giant branch，TRGB）是天文學上用於量測距離的主要方法之一。它利用星系中光度最明亮的紅巨星分支上的恆星來量測那個星系的距離。它曾與哈伯太空望遠鏡配合，一起測量室女座超星系團的本星系團相對運動。地面上的8米級望遠鏡，例如甚大望遠鏡（VLT）也能夠在合理的觀測時間內利用TRGB測量本地宇宙內的距離。
赫羅圖（HR圖）是恆星光度相對於表面溫度的群體圖。像太陽這樣的恆星是在生命期中的氫核心燃燒階段，它出現在赫羅圖對角線，稱為主序帶的位置上。一旦核心的氫耗盡，能量將在環繞著核心進行核融合的殼層中生成。恆星的中心將繼續累積由這種融合產生的氦灰燼，最後恆星將在赫羅圖上遷移至右上角的位置。也就是說，表面的溫度將降低，但恆星整體的亮度會增加。
在某一個點上，核心的氦將到達可以開始進行3氦過程核融合的溫度和壓力。對一顆質量少於1.8倍太陽質量的恆星，這將發生一種稱為氦閃的過程。當它的溫度升高時，依據新的平衡，恆星演化的軌跡會帶著它向赫羅圖的左邊移動。結果是在赫羅圖上的恆星演化軌跡發生急遽的不連續性。這不連續稱為紅巨星分支翻轉。
當在I波段（紅外線）測量到TRGB階段的遙遠恆星時，它們的光度對比氦重的組成元素（金屬）或質量是不敏感的；它們在I波段的標準燭光是絕對星等-4.0±0.1。這使得這種技術作為距離指示器時特別有用，TRGB適用於老年的恆星（第二星族）。

## 外部連結
- . Shoko Sakai, Research Astronomer, Division of Astronomy and Astrophysics, University of California, Los Angeles.   [February 14, 2005]. （原始内容存档于2020-01-28）.
- . SpaceRef.   [February 14, 2005].[]